# Première circonscription du Rhône
La première circonscription du Rhône est l'une des 14 circonscriptions législatives que compte le département français du Rhône (69), situé en région Auvergne-Rhône-Alpes. Depuis 2015, elle est située entièrement dans la métropole de Lyon.
La circonscription est aussi l'une des quatre de la ville de Lyon, couvrant son 5e arrondissement et une partie de ses 2e, 7e, 8e, et 9e arrondissements.
Elle est représentée à l'Assemblée nationale lors de la XVIIe législature de la Cinquième République par Anaïs Belouassa Cherifi, députée du parti La France insoumise.

## Description géographique et démographique

### De 1958 à 1986
Le département avait dix circonscriptions. En 1973, trois nouvelles ont été rajoutées.
La première circonscription du Rhône était composée de :
- canton de Lyon-I
- canton de Lyon-XII

Source : Journal Officiel du 14-15 Octobre 1958.

### Depuis 1988
La première circonscription du Rhône est délimitée par le découpage électoral de la loi no 86-1197 du 24 novembre 1986, elle regroupe les divisions administratives suivantes : cantons de Lyon-I (partie située au sud d'une ligne définie par la voie ferrée de Paris à Marseille), Lyon-IV (partie située au sud-ouest d'une ligne définie par l'axe des voies ci-après : rue Marietton, grande rue de Vaise, rue Saint-Pierre-de-Vaise, boulevard Antoine-de-Saint-Exupéry, montée de l'Observance), Lyon-V, Lyon-X (partie située au sud d'une ligne définie par la voie ferrée de Paris à Marseille) et Lyon-XII (partie située à l'ouest d'une ligne définie par l'axe des voies ci-après : avenue Berthelot à partir de la place du 11 novembre 1918, rue Paul-Cazeneuve et avenue Francis-de-Pressensé).
D'après le recensement général de la population en 1999, réalisé par l'Institut national de la statistique et des études économiques (Insee), la population de cette circonscription était estimée à 104 506 habitants,.

## Historique des députations

### Depuis 1988
| Législature | Début de mandat | Fin de mandat  | Député                   | Parti                                                                                 | Parti | Observations |
| ----------- | --------------- | -------------- | ------------------------ | ------------------------------------------------------------------------------------- | ----- | --- |
| IXe         | 23 juin 1988    | 1er avril 1993 | Bernadette Isaac-Sibille |                                                                                       | UDF   | |
| Xe          | 2 avril 1993    | 21 avril 1997  | Bernadette Isaac-Sibille | Mandat écourté à la suite d'une dissolution parlementaire décidée par Jacques Chirac. | UDF   | |
| XIe         | 12 juin 1997    | 18 juin 2002   | Bernadette Isaac-Sibille |                                                                                       | UDF   | |
| XIIe        | 19 juin 2002    | 19 juin 2007   | Anne-Marie Comparini     | UDF                                                                                   |       | |
| XIIIe       | 20 juin 2007    | 19 juin 2012   | Michel Havard            |                                                                                       | UMP   | |
| XIVe        | 20 juin 2012    | 10 mai 2014    | Thierry Braillard        |                                                                                       | PRG   | Nommé secrétaire d'État chargé des Sports au sein du Gouvernement de Manuel Valls puis de Bernard Cazeneuve, il est remplacé par sa suppléante Gilda Hobert. |
| XIVe        | 10 mai 2014     | 17 juin 2017   | Gilda Hobert             | PRG                                                                                   |       | Nommé secrétaire d'État chargé des Sports au sein du Gouvernement de Manuel Valls puis de Bernard Cazeneuve, il est remplacé par sa suppléante Gilda Hobert. |
| XIVe        | 17 juin 2017    | 20 juin 2017   | Thierry Braillard        | PRG                                                                                   |       | Nommé secrétaire d'État chargé des Sports au sein du Gouvernement de Manuel Valls puis de Bernard Cazeneuve, il est remplacé par sa suppléante Gilda Hobert. |
| XVe         | 21 juin 2017    | 21 juin 2022   | Thomas Rudigoz           |                                                                                       | LREM  | |
| XVIe        | 22 juin 2022    | 9 juin 2024    | Thomas Rudigoz           |                                                                                       | RE    | Mandat écourté à la suite d'une dissolution parlementaire décidée par Emmanuel Macron.                                                                       |
| XVIIe       | 8 juillet 2024  | en cours       | Anaïs Belouassa Cherifi  |                                                                                       | LFI   | |

## Historique des élections

### Élections de 1958
| Candidat       | Candidat               | Parti          | Premier tour | Premier tour | Second tour | Second tour |  |
| Candidat       | Candidat               | Parti          | Voix         | %            | Voix        | %           |  |
| -------------- | ---------------------- | -------------- | ------------ | ------------ | ----------- | ----------- |  |
|                | Jean Miriot élu        | UNR            | 18 992       | 45,21        | 29 591      | 76,09       |  |
|                | Georges Revel          | PCF            | 7 658        | 18,23        | 9 300       | 23,91       |  |
|                | Auguste Octobon        | SFIO           | 4 242        | 10,1         | Retrait     | Retrait     |  |
|                | Léon Lapra             | CR             | 3 096        | 7,37         | Retrait     | Retrait     |  |
|                | René Bayet             | Radsoc         | 2 972        | 7,07         | Retrait     | Retrait     |  |
|                | Georges Tamburini      | UFD            | 1 615        | 3,84         |             |             |  |
|                | Bernard Magnillat      | Extrême droite | 1 200        | 2,86         |             |             |  |
|                | Jean Rival de Rouville | Divers         | 1 589        | 3,78         |             |             |  |
|                | Jacques Ollier         | Divers         | 646          | 1,54         |             |             |  |
|                |                        |                |              |              |             |             |  |
| Inscrits       | Inscrits               | Inscrits       | 58 137       | 100,00       | 58 137      | 100,00      |  |
| Abstentions    | Abstentions            | Abstentions    | 15 414       | 26,51        | 17 556      | 30,2        |  |
| Votants        | Votants                | Votants        | 42 723       | 73,49        | 40 581      | 69,8        |  |
| Blancs et nuls | Blancs et nuls         | Blancs et nuls | 713          | 1,67         | 1 690       | 4,16        |  |
| Exprimés       | Exprimés               | Exprimés       | 42 010       | 98,33        | 38 891      | 95,84       |  |

Le suppléant de Jean Miriot était le Docteur Émile Pesce.

### Élections de 1962
| Candidat       | Candidat            | Parti          | Premier tour | Premier tour | Second tour | Second tour |  |
| Candidat       | Candidat            | Parti          | Voix         | %            | Voix        | %           |  |
| -------------- | ------------------- | -------------- | ------------ | ------------ | ----------- | ----------- |  |
|                | René Caille élu     | UNR-UDT        | 12 300       | 32,34        | 17 515      | 45,07       |  |
|                | Camille Robard      | PCF            | 8 643        | 22,72        | 11 812      | 30,39       |  |
|                | Jean Miriot sortant | diss. UNR-UDT  | 5 087        | 13,37        | 9 536       | 24,54       |  |
|                | Florimond Gisclon   | SFIO           | 4 873        | 12,81        | Retrait     | Retrait     |  |
|                | Félix Rollet        | CNIP           | 4 016        | 10,56        | Retrait     | Retrait     |  |
|                | Henri Pallière      | MRP            | 2 362        | 6,21         | Retrait     | Retrait     |  |
|                | Xavier Dugoujon     | Extrême droite | 754          | 1,98         |             |             |  |
|                |                     |                |              |              |             |             |  |
| Inscrits       | Inscrits            | Inscrits       | 63 007       | 100,00       | 63 007      | 100,00      |  |
| Abstentions    | Abstentions         | Abstentions    | 24 078       | 38,21        | 22 918      | 36,37       |  |
| Votants        | Votants             | Votants        | 38 929       | 61,79        | 40 089      | 63,63       |  |
| Blancs et nuls | Blancs et nuls      | Blancs et nuls | 894          | 2,3          | 1 226       | 3,06        |  |
| Exprimés       | Exprimés            | Exprimés       | 38 035       | 97,7         | 38 863      | 96,94       |  |

Le suppléant de René Caille était Louis George-Batier, agent commercial à Lyon.

### Élections de 1967
| Candidat       | Candidat                  | Parti          | Premier tour | Premier tour | Second tour | Second tour |  |
| Candidat       | Candidat                  | Parti          | Voix         | %            | Voix        | %           |  |
| -------------- | ------------------------- | -------------- | ------------ | ------------ | ----------- | ----------- |  |
|                | René Caille sortant réélu | UD-Ve          | 16 601       | 35,53        | 22 866      | 51,31       |  |
|                | René Chevailler           | PCF            | 10 142       | 21,71        | 21 695      | 48,69       |  |
|                | Henri Collomb             | CD (PDM)       | 8 560        | 18,32        | Retrait     | Retrait     |  |
|                | Auguste Octobon           | FGDS (SFIO)    | 5 053        | 10,82        |             |             |  |
|                | Pierre Simon              | PSU            | 4 908        | 10,5         |             |             |  |
|                | Jean-Claude Charra        | Modérés        | 1 458        | 3,12         |             |             |  |
|                |                           |                |              |              |             |             |  |
| Inscrits       | Inscrits                  | Inscrits       | 63 431       | 100,00       | 63 431      | 100,00      |  |
| Abstentions    | Abstentions               | Abstentions    | 14 804       | 23,34        | 15 952      | 25,15       |  |
| Votants        | Votants                   | Votants        | 48 627       | 76,66        | 47 479      | 74,85       |  |
| Blancs et nuls | Blancs et nuls            | Blancs et nuls | 1 905        | 3,92         | 2 918       | 6,15        |  |
| Exprimés       | Exprimés                  | Exprimés       | 46 722       | 96,08        | 44 561      | 93,85       |  |

Le suppléant de René Caille était Roger Goguillot, licencié en droit.

### Élections de 1968
| Candidat       | Candidat                  | Parti          | Premier tour | Premier tour | Second tour | Second tour |  |
| Candidat       | Candidat                  | Parti          | Voix         | %            | Voix        | %           |  |
| -------------- | ------------------------- | -------------- | ------------ | ------------ | ----------- | ----------- |  |
|                | René Caille sortant réélu | UDR (URP)      | 23 051       | 48,7         | 25 071      | 59,23       |  |
|                | René Chevailler           | PCF            | 10 328       | 21,82        | 17 255      | 40,77       |  |
|                | Louis Miachon             | FGDS (CIR)     | 5 823        | 12,3         |             |             |  |
|                | Henri Soubeyrand          | PSU            | 3 350        | 7,08         |             |             |  |
|                | Auguste Octobon           | Radsoc         | 2 969        | 6,27         |             |             |  |
|                | M. Auzias                 | TD             | 1 814        | 3,83         |             |             |  |
|                |                           |                |              |              |             |             |  |
| Inscrits       | Inscrits                  | Inscrits       | 61 651       | 100,00       | 61 652      | 100,00      |  |
| Abstentions    | Abstentions               | Abstentions    | 13 545       | 21,97        | 17 350      | 28,14       |  |
| Votants        | Votants                   | Votants        | 48 106       | 78,03        | 44 302      | 71,86       |  |
| Blancs et nuls | Blancs et nuls            | Blancs et nuls | 771          | 1,6          | 1 976       | 4,46        |  |
| Exprimés       | Exprimés                  | Exprimés       | 47 335       | 98,4         | 42 326      | 95,54       |  |

Le suppléant de René Caille était Roger Goguillot.

### Élections de 1973
| Candidat       | Candidat                  | Parti          | Premier tour | Premier tour | Second tour | Second tour |  |
| Candidat       | Candidat                  | Parti          | Voix         | %            | Voix        | %           |  |
| -------------- | ------------------------- | -------------- | ------------ | ------------ | ----------- | ----------- |  |
|                | René Caille sortant réélu | UDR (URP)      | 13 978       | 30,37        | 23 104      | 51,74       |  |
|                | René Chevailler           | PCF            | 10 924       | 23,73        | 21 547      | 48,26       |  |
|                | Marcel Ruby               | Rad (MR)       | 7 456        | 16,2         | Retrait     | Retrait     |  |
|                | Antoine Amiral            | PS (UGSD)      | 7 393        | 16,06        | Retrait     | Retrait     |  |
|                | Robert Girard             | CNIP           | 3 098        | 6,73         |             |             |  |
|                | Henri Soubeyrand          | PSU            | 2 033        | 4,42         |             |             |  |
|                | Annie Russier             | LO             | 839          | 1,82         |             |             |  |
|                | Paul Duthel               | OCT            | 312          | 0,68         |             |             |  |
|                |                           |                |              |              |             |             |  |
| Inscrits       | Inscrits                  | Inscrits       | 61 359       | 100,00       | 61 365      | 100,00      |  |
| Abstentions    | Abstentions               | Abstentions    | 14 449       | 23,55        | 14 354      | 23,39       |  |
| Votants        | Votants                   | Votants        | 46 910       | 76,45        | 47 011      | 76,61       |  |
| Blancs et nuls | Blancs et nuls            | Blancs et nuls | 877          | 1,87         | 2 360       | 5,02        |  |
| Exprimés       | Exprimés                  | Exprimés       | 46 033       | 98,13        | 44 651      | 94,98       |  |

Le suppléant de René Caille était Jean Bargoin, professeur.

### Élections de 1978
| Candidat       | Candidat                  | Parti             | Premier tour | Premier tour | Second tour | Second tour |  |
| Candidat       | Candidat                  | Parti             | Voix         | %            | Voix        | %           |  |
| -------------- | ------------------------- | ----------------- | ------------ | ------------ | ----------- | ----------- |  |
|                | René Caille sortant réélu | RPR               | 16 675       | 33,43        | 26 077      | 51,7        |  |
|                | René Chevailler           | PCF               | 11 405       | 22,86        | 24 360      | 48,3        |  |
|                | Bernard Gaudillère        | PS                | 10 809       | 21,67        | Retrait     | Retrait     |  |
|                | Émile Vasquez             | UDF (Rad)         | 5 074        | 10,17        |             |             |  |
|                | Patrick Pichon            | Écologie 78       | 2 425        | 4,86         |             |             |  |
|                | Raymond Terrier           | PSU (FA)          | 699          | 1,4          |             |             |  |
|                | Pierre Masia              | PSD               | 668          | 1,34         |             |             |  |
|                | Marie-Christine Pernin    | LO                | 492          | 0,99         |             |             |  |
|                | Wilfrid Semanaz           | PFN               | 486          | 0,97         |             |             |  |
|                | Michel Le Levier          | FN                | 406          | 0,81         |             |             |  |
|                | Bruno Delannoy            | LCR               | 368          | 0,74         |             |             |  |
|                | Jean-Pierre Mazaleyrat    | Divers écologiste | 234          | 0,47         |             |             |  |
|                | Claude Delorme            | UOPDP             | 74           | 0,145        |             |             |  |
|                | Marc Zambardi             | Divers            | 70           | 0,14         |             |             |  |
|                |                           |                   |              |              |             |             |  |
| Inscrits       | Inscrits                  | Inscrits          | 64 336       | 100,00       | 64 336      | 100,00      |  |
| Abstentions    | Abstentions               | Abstentions       | 13 730       | 21,34        | 12 337      | 19,18       |  |
| Votants        | Votants                   | Votants           | 50 606       | 78,66        | 51 999      | 80,82       |  |
| Blancs et nuls | Blancs et nuls            | Blancs et nuls    | 721          | 1,42         | 1 562       | 3           |  |
| Exprimés       | Exprimés                  | Exprimés          | 49 885       | 98,58        | 50 437      | 97          |  |

Le suppléant de René Caille était Jean Bargoin.

### Élections de 1981
| Candidat       | Candidat                  | Parti             | Premier tour | Premier tour | Second tour | Second tour |  |
| Candidat       | Candidat                  | Parti             | Voix         | %            | Voix        | %           |  |
| -------------- | ------------------------- | ----------------- | ------------ | ------------ | ----------- | ----------- |  |
|                | René Caille sortant       | RPR (UNM)         | 16 854       | 42,80        | 19 910      | 47,16       |  |
|                | Marie-Thérèse Patrat élue | PS                | 10 858       | 27,58        | 22 305      | 52,84       |  |
|                | René Chevailler           | PCF               | 8 585        | 21,80        | Retrait     | Retrait     |  |
|                | Émile Vasquez             | Radsoc            | 1 255        | 3,19         |             |             |  |
|                | Jean-Paul Michaud         | Divers écologiste | 1 251        | 3,18         |             |             |  |
|                | Marie-Christine Pernin    | LO                | 252          | 0,64         |             |             |  |
|                | Pierre Ruffier            | Divers gauche     | 167          | 0,42         |             |             |  |
|                | Bernard Fanjat            | LCR               | 153          | 0,39         |             |             |  |
|                |                           |                   |              |              |             |             |  |
| Inscrits       | Inscrits                  | Inscrits          | 62 411       | 100,00       | 62 411      | 100,00      |  |
| Abstentions    | Abstentions               | Abstentions       | 22 743       | 36,44        | 19 718      | 31,59       |  |
| Votants        | Votants                   | Votants           | 39 668       | 63,56        | 42 693      | 68,41       |  |
| Blancs et nuls | Blancs et nuls            | Blancs et nuls    | 293          | 0,74         | 478         | 1,12        |  |
| Exprimés       | Exprimés                  | Exprimés          | 39 375       | 99,26        | 42 215      | 98,88       |  |

Le suppléant de Marie-Thérèse Patrat était Christian Mettraux, conseiller général du canton de Lyon-X.

### Élections de 1988
| Candidat       | Candidat                                 | Parti                      | Premier tour | Premier tour | Second tour | Second tour |  |
| Candidat       | Candidat                                 | Parti                      | Voix         | %            | Voix        | %           |  |
| -------------- | ---------------------------------------- | -------------------------- | ------------ | ------------ | ----------- | ----------- |  |
|                | Bernadette Isaac-Sibille sortante réélue | UDF (CDS) (URC)            | 12 447       | 38,73        | 17 446      | 51,44       |  |
|                | Gérard Collomb sortant                   | PS                         | 12 042       | 37,46        | 16 469      | 48,56       |  |
|                | Joseph Ledant                            | FN                         | 4 182        | 13,01        |             |             |  |
|                | Guy Front                                | PCF                        | 2 202        | 6,85         |             |             |  |
|                | Émile Vasquez                            | Divers gauche (Maj. prés.) | 1 269        | 3,95         |             |             |  |
|                |                                          |                            |              |              |             |             |  |
| Inscrits       | Inscrits                                 | Inscrits                   | 54 008       | 100,00       | 54 008      | 100,00      |  |
| Abstentions    | Abstentions                              | Abstentions                | 21 474       | 39,76        | 19 167      | 35,49       |  |
| Votants        | Votants                                  | Votants                    | 32 534       | 60,24        | 34 841      | 64,51       |  |
| Blancs et nuls | Blancs et nuls                           | Blancs et nuls             | 392          | 1,2          | 926         | 2,66        |  |
| Exprimés       | Exprimés                                 | Exprimés                   | 32 142       | 98,8         | 33 915      | 97,34       |  |

Le suppléant de Bernadette Isaac-Sibille était Henri Vianay, RPR, conseiller municipal de Lyon.

### Élections de 1993
| Candidat       | Candidat                                 | Parti          | Premier tour | Premier tour | Second tour | Second tour |  |
| Candidat       | Candidat                                 | Parti          | Voix         | %            | Voix        | %           |  |
| -------------- | ---------------------------------------- | -------------- | ------------ | ------------ | ----------- | ----------- |  |
|                | Bernadette Isaac-Sibille sortante réélue | UDF (CDS)      | 13 560       | 39,22        | 18 820      | 70,65       |  |
|                | Philippe Dumez                           | FN             | 5 968        | 17,26        | 7 817       | 29,35       |  |
|                | Thierry Braillard                        | MRG (ADFP)     | 5 003        | 14,47        |             |             |  |
|                | Jean-Marc Chaffringeon                   | GÉ (EÉ)        | 3 776        | 10,92        |             |             |  |
|                | Guy Front                                | PCF            | 2 394        | 6,92         |             |             |  |
|                | André Vianès                             | MDR            | 1 079        | 3,12         |             |             |  |
|                | Albert Lapeyre                           | LT-LNÉ         | 1 018        | 2,94         |             |             |  |
|                | Marie-Christine Pernin                   | LO             | 811          | 2,35         |             |             |  |
|                | Évelyne Detoc                            | Divers droite  | 452          | 1,31         |             |             |  |
|                | Daniel Petitjean                         | Extrême droite | 421          | 1,22         |             |             |  |
|                | Patrick Della                            | PLN            | 93           | 0,27         |             |             |  |
|                |                                          |                |              |              |             |             |  |
| Inscrits       | Inscrits                                 | Inscrits       | 54 555       | 100,00       | 54 555      | 100,00      |  |
| Abstentions    | Abstentions                              | Abstentions    | 18 421       | 33,77        | 22 243      | 40,77       |  |
| Votants        | Votants                                  | Votants        | 36 134       | 66,23        | 32 312      | 59,23       |  |
| Blancs et nuls | Blancs et nuls                           | Blancs et nuls | 1 559        | 4,31         | 5 675       | 17,56       |  |
| Exprimés       | Exprimés                                 | Exprimés       | 34 575       | 95,69        | 26 637      | 82,44       |  |

Le suppléant de Bernadette Isaac-Sibille était Jean-Pierre Communal, RPR.

### Élections de 1997
| Candidat       | Candidat                                 | Parti          | Premier tour | Premier tour | Second tour | Second tour |  |
| Candidat       | Candidat                                 | Parti          | Voix         | %            | Voix        | %           |  |
| -------------- | ---------------------------------------- | -------------- | ------------ | ------------ | ----------- | ----------- |  |
|                | Bernadette Isaac-Sibille sortante réélue | UDF (FD) (RPR) | 10 392       | 30,43        | 18 139      | 51,31       |  |
|                | Gérard Collomb                           | PS             | 9 192        | 26,92        | 17 210      | 48,69       |  |
|                | Philippe Dumez                           | FN             | 6 221        | 18,22        |             |             |  |
|                | Daniel Marlhoux                          | PCF            | 1 889        | 5,53         |             |             |  |
|                | Marie-Christine Pernin                   | LO             | 1 156        | 3,39         |             |             |  |
|                | Raphaël Nogier                           | LDI (MPF)      | 1 004        | 2,94         |             |             |  |
|                | Guy Front                                | CAP            | 721          | 2,11         |             |             |  |
|                | Bernard Fbirot                           | GÉ             | 689          | 2,02         |             |             |  |
|                | Bruno Granger                            | Divers         | 652          | 1,91         |             |             |  |
|                | Vincent Cheynet                          | MÉI            | 494          | 1,45         |             |             |  |
|                | Edmée Jullien                            | US4J           | 456          | 1,34         |             |             |  |
|                | Bernard Talles                           | LT-LNÉ         | 423          | 1,24         |             |             |  |
|                | Dominique Gérard                         | MDC            | 422          | 1,24         |             |             |  |
|                | Jean-Marc Chaffringeon                   | IR             | 218          | 0,64         |             |             |  |
|                | Théophile Martin                         | Extrême droite | 185          | 0,54         |             |             |  |
|                | Joëlle Fougère                           | PLN            | 31           | 0,09         |             |             |  |
|                | Frédéric Berthelet                       | Divers         | 0            | 0            |             |             |  |
|                |                                          |                |              |              |             |             |  |
| Inscrits       | Inscrits                                 | Inscrits       | 54 860       | 100,00       | 54 860      | 100,00      |  |
| Abstentions    | Abstentions                              | Abstentions    | 19 712       | 35,93        | 17 436      | 31,78       |  |
| Votants        | Votants                                  | Votants        | 35 148       | 64,07        | 37 424      | 68,22       |  |
| Blancs et nuls | Blancs et nuls                           | Blancs et nuls | 1 003        | 2,85         | 2 075       | 5,54        |  |
| Exprimés       | Exprimés                                 | Exprimés       | 34 145       | 97,15        | 35 349      | 94,46       |  |

La suppléante de Bernadette Isaac-Sibille était Anne-Marie Comparini, conseillère municipale du 8ème arrondissement, adjointe au maire de Lyon.

### Élections de 2002
| Candidat       | Candidat                          | Parti            | Premier tour | Premier tour | Second tour | Second tour |  |
| Candidat       | Candidat                          | Parti            | Voix         | %            | Voix        | %           |  |
| -------------- | --------------------------------- | ---------------- | ------------ | ------------ | ----------- | ----------- |  |
|                | Anne-Marie Comparini élue         | UMP              | 11 536       | 32,08        | 17 265      | 55,44       |  |
|                | Jean-Louis Touraine               | PS               | 11 171       | 31,07        | 13 878      | 44,56       |  |
|                | Corinne Lengelé                   | FN               | 4 557        | 12,67        |             |             |  |
|                | Bernadette Isaac-Sibille sortante | UDF              | 4 351        | 12,1         |             |             |  |
|                | Marie-Laure Boulot                | Divers droite    | 843          | 2,34         |             |             |  |
|                | Janine Decriaud                   | PCF              | 686          | 1,91         |             |             |  |
|                | Maryse Neumeyer                   | LCR              | 544          | 1,51         |             |             |  |
|                | Marie Charnay-Dufourt             | Pôle républicain | 437          | 1,22         |             |             |  |
|                | Berthe Urbain                     | LT-LNÉ           | 354          | 0,98         |             |             |  |
|                | Marie-Christine Pernin            | LO               | 348          | 0,97         |             |             |  |
|                | Anne-Lise Kirchner                | MÉI              | 288          | 0,8          |             |             |  |
|                | Joëlle Revenat                    | GÉ               | 217          | 0,6          |             |             |  |
|                | Christiane Fillaudeau             | MNR              | 194          | 0,54         |             |             |  |
|                | Hélène Marian                     | ND               | 159          | 0,44         |             |             |  |
|                | Philippe Christophe               | Divers           | 115          | 0,32         |             |             |  |
|                | Jean-Paul Crouzet                 | PT               | 113          | 0,31         |             |             |  |
|                | François Perras                   | Divers droite    | 44           | 0,12         |             |             |  |
|                |                                   |                  |              |              |             |             |  |
| Inscrits       | Inscrits                          | Inscrits         | 54 623       | 100,00       | 54 210      | 100,00      |  |
| Abstentions    | Abstentions                       | Abstentions      | 18 210       | 33,34        | 21 951      | 40,49       |  |
| Votants        | Votants                           | Votants          | 36 413       | 66,66        | 32 259      | 59,51       |  |
| Blancs et nuls | Blancs et nuls                    | Blancs et nuls   | 456          | 1,25         | 1 116       | 3,46        |  |
| Exprimés       | Exprimés                          | Exprimés         | 35 957       | 98,75        | 31 143      | 96,54       |  |

Le suppléant d'Anne-Marie Comparini était Patrick Huguet, infirmier, maire du 3ème arrondissement de Lyon.

### Élections de 2007
| Candidat       | Candidat                      | Parti               | Premier tour | Premier tour | Second tour | Second tour |  |
| Candidat       | Candidat                      | Parti               | Voix         | %            | Voix        | %           |  |
| -------------- | ----------------------------- | ------------------- | ------------ | ------------ | ----------- | ----------- |  |
|                | Michel Havard élu             | UMP                 | 14 877       | 40,18        | 17 750      | 51,54       |  |
|                | Thierry Braillard             | PRG                 | 8 709        | 23,52        | 16 687      | 48,46       |  |
|                | Anne-Marie Comparini sortante | UDF–MoDem           | 6 430        | 17,37        |             |             |  |
|                | André Morin                   | FN                  | 1 505        | 4,07         |             |             |  |
|                | Bertrand Artigny              | Les Verts           | 1 331        | 3,6          |             |             |  |
|                | Sabiha Ahmine                 | PCF                 | 1 104        | 2,98         |             |             |  |
|                | Florence Lavialle             | LCR                 | 954          | 2,58         |             |             |  |
|                | Marie-Laure Boulot            | Divers droite       | 525          | 1,42         |             |             |  |
|                | Raphaël Peuchot               | MPF                 | 439          | 1,19         |             |             |  |
|                | Mohamed Rafed                 | Extrême gauche (GA) | 428          | 1,16         |             |             |  |
|                | Marie-Christine Pernin        | LO                  | 306          | 0,83         |             |             |  |
|                | Adine Rouveure                | Divers              | 255          | 0,69         |             |             |  |
|                | Yves Guyon                    | CNIP                | 160          | 0,43         |             |             |  |
|                | Georges Fretière              | Divers              | 0            | 0,00         |             |             |  |
|                |                               |                     |              |              |             |             |  |
| Inscrits       | Inscrits                      | Inscrits            | 63 766       | 100,00       | 63 766      | 100,00      |  |
| Abstentions    | Abstentions                   | Abstentions         | 26 385       | 41,38        | 28 462      | 44,64       |  |
| Votants        | Votants                       | Votants             | 37 381       | 58,62        | 35 304      | 55,36       |  |
| Blancs et nuls | Blancs et nuls                | Blancs et nuls      | 358          | 0,96         | 867         | 2,46        |  |
| Exprimés       | Exprimés                      | Exprimés            | 37 023       | 99,04        | 34 437      | 97,54       |  |

### Élections de 2012
| Candidat       | Candidat                  | Parti                          | Premier tour | Premier tour | Second tour | Second tour |  |
| Candidat       | Candidat                  | Parti                          | Voix         | %            | Voix        | %           |  |
| -------------- | ------------------------- | ------------------------------ | ------------ | ------------ | ----------- | ----------- |  |
|                | Michel Havard sortant     | UMP                            | 11 709       | 31,42        | 16 158      | 46,22       |  |
|                | Thierry Braillard élu     | PRG                            | 9 843        | 26,41        | 18 798      | 53,78       |  |
|                | Philippe Meirieu          | EÉLV (PS)                      | 6 844        | 18,36        |             |             |  |
|                | André Morin               | RBM (FN)                       | 3 859        | 10,35        |             |             |  |
|                | Claude Lanher             | FG (PCF) (Divers gauche)       | 2 137        | 5,73         |             |             |  |
|                | Florence Maury            | CpF (MoDem)                    | 940          | 2,52         |             |             |  |
|                | Gauthier Blin             | Divers droite (PCD, MPF, CNIP) | 631          | 1,69         |             |             |  |
|                | Emmanuel Pasco-Viel       | Cap21                          | 304          | 0,82         |             |             |  |
|                | Jérôme Leignadier-Paradon | Pirate                         | 316          | 0,85         |             |             |  |
|                | Rachel Teffahi            | AÉI                            | 213          | 0,57         |             |             |  |
|                | Maguy Girerd              | DLR                            | 213          | 0,57         |             |             |  |
|                | Marie-Christine Pernin    | LO                             | 160          | 0,43         |             |             |  |
|                | Antoine Beils             | S&P                            | 99           | 0,27         |             |             |  |
|                | Noura Mebtouche           | MOC                            | 0            | 0,00         |             |             |  |
|                |                           |                                |              |              |             |             |  |
| Inscrits       | Inscrits                  | Inscrits                       | 68 147       | 100,00       | 68 147      | 100,00      |  |
| Abstentions    | Abstentions               | Abstentions                    | 30 584       | 44,88        | 32 195      | 47,24       |  |
| Votants        | Votants                   | Votants                        | 37 563       | 55,12        | 35 952      | 52,76       |  |
| Blancs et nuls | Blancs et nuls            | Blancs et nuls                 | 295          | 0,79         | 996         | 2,77        |  |
| Exprimés       | Exprimés                  | Exprimés                       | 37 268       | 99,21        | 34 956      | 97,23       |  |

### Élections de 2017
Les élections législatives françaises de 2017 ont eu lieu les dimanches 11 et 18 juin 2017.
|                                                                       |                                                                      |                           |                           |                          |                          |
|                                                                       |                                                                      | Premier tour 11 juin 2017 | Premier tour 11 juin 2017 | Second tour 18 juin 2017 | Second tour 18 juin 2017 |
|                                                                       |                                                                      |                           |                           |                          |                          |
|                                                                       |                                                                      | Nombre                    | % des inscrits            | Nombre                   | % des inscrits           |
| Inscrits                                                              | Inscrits                                                             | 69 502                    | 100,00                    | 69 503                   | 100,00                   |
| Abstentions                                                           | Abstentions                                                          | 34 003                    | 48,92                     | 39 778                   | 57,23                    |
| Votants                                                               | Votants                                                              | 35 499                    | 51,08                     | 29 725                   | 42,77                    |
|                                                                       |                                                                      |                           | % des votants             |                          | % des votants            |
| Bulletins blancs                                                      | Bulletins blancs                                                     | 291                       | 0,82                      | 1 606                    | 5,40                     |
| Bulletins nuls                                                        | Bulletins nuls                                                       | 118                       | 0,33                      | 591                      | 1,99                     |
| Suffrages exprimés                                                    | Suffrages exprimés                                                   | 35 090                    | 98,85                     | 27 528                   | 92,61                    |
|                                                                       |                                                                      |                           |                           |                          |                          |
| Candidat Étiquette politique (partis et alliances)                    | Candidat Étiquette politique (partis et alliances)                   | Voix                      | % des exprimés            | Voix                     | % des exprimés           |
|                                                                       |                                                                      |                           |                           |                          |                          |
|                                                                       | Thomas Rudigoz La République en marche                               | 16 449                    | 46,88                     | 17 717                   | 64,36                    |
|                                                                       | Elliott Aubin La France insoumise                                    | 4 825                     | 13,75                     | 9 811                    | 35,64                    |
|                                                                       | Anne Lorne Les Républicains (Chasse, pêche, nature et traditions)    | 4 374                     | 12,47                     |                          |                          |
|                                                                       | Bertrand Artigny Europe Écologie Les Verts (Parti socialiste)        | 2 911                     | 8,30                      |                          |                          |
|                                                                       | Tiffany Joncour Front national                                       | 2 602                     | 7,42                      |                          |                          |
|                                                                       | Julien Giraudo Parti communiste français (Ensemble !)                | 1 000                     | 2,85                      |                          |                          |
|                                                                       | Caroline Boiché Divers (Parti pirate)                                | 447                       | 1,27                      |                          |                          |
|                                                                       | Mathis Dupuy Divers (Parti animaliste)                               | 409                       | 1,17                      |                          |                          |
|                                                                       | Maguy Girerd Debout la France                                        | 375                       | 1,07                      |                          |                          |
|                                                                       | Raphaël Nogier Divers droite (Parti chrétien-démocrate)              | 330                       | 0,94                      |                          |                          |
|                                                                       | Florence Maury Divers (Mouvement 100 % - Les Écologistes)            | 247                       | 0,70                      |                          |                          |
|                                                                       | Jean-François Coche Divers (Union populaire républicaine)            | 218                       | 0,62                      |                          |                          |
|                                                                       | Isabelle Vignon Union des démocrates et indépendants (Parti radical) | 217                       | 0,62                      |                          |                          |
|                                                                       | Marie-Christine Pernin Lutte ouvrière                                | 212                       | 0,60                      |                          |                          |
|                                                                       | Benjamin Ourcet Divers (Parti du vote blanc)                         | 176                       | 0,50                      |                          |                          |
|                                                                       | Yannick Ducrot Extrême droite (Souveraineté, identité et libertés)   | 165                       | 0,47                      |                          |                          |
|                                                                       | Arthur Tokatlian Divers gauche (Mouvement des progressistes)         | 85                        | 0,24                      |                          |                          |
|                                                                       | Ismaël Bernard Écologiste (Mouvement 100 %)                          | 31                        | 0,09                      |                          |                          |
|                                                                       | Brigitte Camus Divers droite (Alliance royale)                       | 17                        | 0,05                      |                          |                          |
| Source : Ministère de l'Intérieur - Première circonscription du Rhône |                                                                      |                           |                           |                          |                          |

### Élections de 2022
Les élections législatives françaises de 2022 ont lieu les dimanches 12 et 19 juin 2022. Thomas Rudigoz, député sortant investi par La République en marche, y affronte notamment Aurélie Gries, travailleuse sociale, candidate pour la Nupes, et adjointe à la mairie du 7e arrondissement de Lyon, déléguée à la petite enfance, à la vie associative et à la promotion de la santé. Gries et Rudigoz se qualifient le 12 juin pour le second tour : la candidate Nupes arrive première du premier tour, avec 5 points d'avance.
| Candidat                 | Candidat                 | Parti et coalition       | Nuance                   | Premier tour | Premier tour | Second tour | Second tour |
| Candidat                 | Candidat                 | Parti et coalition       | Nuance                   | Voix         | %            | Voix        | %           |
| ------------------------ | ------------------------ | ------------------------ | ------------------------ | ------------ | ------------ | ----------- | ----------- |
|                          | Aurélie Gries            | LFI (NUPES)              | NUP                      | 14 654       | 37,75        | 17 452      | 48,14       |
|                          | Thomas Rudigoz           | LREM (ENS)               | ENS                      | 12 792       | 32,96        | 18 803      | 51,86       |
|                          | Volaria Gagarine         | RN                       | RN                       | 3 617        | 9,32         |             |             |
|                          | Anne Prost               | LR (UDC)                 | LR                       | 3 377        | 8,70         |             |             |
|                          | Sixtine Bonfils          | REC                      | REC                      | 1 529        | 3,94         |             |             |
|                          | Grégory Dayme            | PRG                      | RDG                      | 1 460        | 3,76         |             |             |
|                          | Celina Vuarin-Appa Plaza | RES                      | DVD                      | 478          | 1,23         |             |             |
|                          | Patrick Charron          | PA                       | DIV                      | 470          | 1,21         |             |             |
|                          | Jim Bugni                | LO                       | DXG                      | 320          | 0,82         |             |             |
|                          | Fanny Colombier          |                          | DIV                      | 119          | 0,31         |             |             |
|                          |                          |                          |                          |              |              |             |             |
| Votes valides            | Votes valides            | Votes valides            | Votes valides            | 38 816       | 98,82        | 36 255      | 95,51       |
| Votes blancs             | Votes blancs             | Votes blancs             | Votes blancs             | 368          | 0,94         | 1 234       | 3,25        |
| Votes nuls               | Votes nuls               | Votes nuls               | Votes nuls               | 97           | 0,25         | 469         | 1,24        |
| Total                    | Total                    | Total                    | Total                    | 39 281       | 100          | 37 958      | 100         |
| Abstention               | Abstention               | Abstention               | Abstention               | 33 448       | 45,99        | 34 783      | 47,82       |
| Inscrits / participation | Inscrits / participation | Inscrits / participation | Inscrits / participation | 72 729       | 54,01        | 72 741      | 52,18       |

### Élections de 2024
Les élections législatives ont lieu les 30 juin et 7 juillet 2024. Thomas Rudigoz, député sortant, affronte différents candidats dont la candidate LFI Anaïs Belouassa-Cherifi. Reconquête et le Rassemblement national partent séparément. Grégory Sansoz, ancien conseiller du 2e arrondissement de Lyon, est quant à lui candidat des Républicains.
| Candidat                 | Candidat                 | Parti et coalition       | Nuances                  | Premier tour | Premier tour | Second tour | Second tour |
| Candidat                 | Candidat                 | Parti et coalition       | Nuances                  | Voix         | %            | Voix        | %           |
| ------------------------ | ------------------------ | ------------------------ | ------------------------ | ------------ | ------------ | ----------- | ----------- |
|                          | Anaïs Belouassa-Cherifi  | LFI (NFP)                | NFP                      | 22 045       | 42,62        | 23 970      | 46,60       |
|                          | Thomas Rudigoz           | RE                       | RE                       | 15 275       | 29,53        | 18 117      | 35,22       |
|                          | Laurent Mouton           | RN                       | RN                       | 9 361        | 18,10        | 9 351       | 18,18       |
|                          | Grégory Sansoz           | LR                       | LR                       | 3 005        | 5,81         |             |             |
|                          | Anne Thiriat             | R&PS                     | REG                      | 1 165        | 2,25         |             |             |
|                          | Brandon Alves            | REC                      | REC                      | 413          | 0,80         |             |             |
|                          | Jim Bugni                | LO                       | LO                       | 353          | 0,68         |             |             |
|                          | Guillaume Eymeric        | Notre futur              | DIV                      | 109          | 0,21         |             |             |
|                          | Ivanka Lopouchansky      | NPA                      | NPA                      | 2            | 0,00         |             |             |
|                          |                          |                          |                          |              |              |             |             |
| Votes valides            | Votes valides            | Votes valides            | Votes valides            | 51 728       | 98,66        | 51 438      | 98,21       |
| Votes blancs             | Votes blancs             | Votes blancs             | Votes blancs             | 505          | 0,96         | 702         | 1,34        |
| Votes nuls               | Votes nuls               | Votes nuls               | Votes nuls               | 198          | 0,38         | 233         | 0,44        |
| Total                    | Total                    | Total                    | Total                    | 52 431       | 100          | 52 373      | 100         |
| Abstention               | Abstention               | Abstention               | Abstention               | 19 486       | 27,10        | 19 541      | 27,17       |
| Inscrits / participation | Inscrits / participation | Inscrits / participation | Inscrits / participation | 71 917       | 72,90        | 71 914      | 72,83       |

#### Département du Rhône
- La fiche de l'INSEE de cette circonscription : « Tableaux et Analyses de la première circonscription du Rhône », sur insee.fr, site de l'Institut national de la statistique et des études économiques (consulté le 10 juin 2007) [PDF]

- « Tous les députés du département du Rhône depuis 1789 », sur assemblee-nationale.fr, site de l'Assemblée nationale française (consulté le 10 juin 2007)

- « Informations contentieuses sur le département du Rhône (Élections législatives de 2002) »(Archive.org • Wikiwix • Archive.is • Google • Que faire ?), sur conseil-constitutionnel.fr, site du Conseil constitutionnel (consulté le 13 juin 2007)

#### Circonscriptions en France
- « Carte des circonscriptions législatives en France », sur assemblee-nationale.fr, site de l'Assemblée nationale française (consulté le 10 juin 2007)

- « Résultats électoraux officiels en France »(Archive.org • Wikiwix • Archive.is • Google • Que faire ?), sur interieur.gouv.fr, site du ministère de l'Intérieur (France) (consulté le 13 juin 2007)

- Description et Atlas des circonscriptions électorales de France sur http://www.atlaspol.com, Atlaspol, site de cartographie géopolitique, consulté le 13 juin 2007.